# Goryphus tirkyi
Goryphus tirkyi là một loài tò vò trong họ Ichneumonidae.